# Donja Britvica
Donja Britvica är en ort i Bosnien och Hercegovina.   Den ligger i entiteten Federationen Bosnien och Hercegovina, i den södra delen av landet, 80 km sydväst om huvudstaden Sarajevo. Donja Britvica ligger 708 meter över havet och antalet invånare är 176.
Terrängen runt Donja Britvica är lite bergig, och sluttar söderut. Närmaste större samhälle är Široki Brijeg, 7,9 km sydost om Donja Britvica. 
Omgivningarna runt Donja Britvica är en mosaik av jordbruksmark och naturlig växtlighet. Runt Donja Britvica är det ganska tätbefolkat, med 93 invånare per kvadratkilometer.